# Catherine Havé
Catherine Havé (* 16. November 1995) ist eine luxemburgische Fußballspielerin. Von 2013 bis 2022 spielte sie für die A-Nationalmannschaft.

## Karriere

### Vereine
Havé kam zuletzt in der Spielgemeinschaft Canach-Remich/Bous in der Erstligasaison 2014/15 zum Einsatz sowie für die neu gebildete Spielgemeinschaft Itzig/Canach in der Erstligasaison 2015/16, bevor sie nach Lëntgen gelangt für den FC Minerva Lintgen in der Dames Ligue 1, der höchsten Spielklasse im luxemburgischen Frauenfußball, zum Einsatz kam; zuletzt zum Saisonauftakt am 16. September 2017 bei der 0:4-Niederlage im Auswärtsspiel gegen Sporting Bettemburg. In der laufenden Saison wechselte sie zur Spielgemeinschaft aus Wormeldingen, Munsbach und Grevenmacher (kurz Entente WMG).

### Nationalmannschaft
Havé debütierte als Nationalspielerin in der A-Nationalmannschaft, die am 20. März 2013 in Mertzig das in Freundschaft ausgetragene Länderspiel gegen die Nationalmannschaft Estlands mit 1:1 unentschieden beendete; sie kam als Einwechselspielerin in 88. Minute zum Einsatz. Bis zum 6. September 2022 bestritt sie weitere neun Freundschaftsländerspiele sowie elf WM-Qualifikationsspiele in den Spieljahren 2013, 2021 und 2022; danach beendete sie ihre Länderspielkarriere.